# Rachel Ticotin
Rachel Ticotin (Bronx, Nueva York; 1 de noviembre de 1958) es una actriz de cine y televisión estadounidense.

## Primeros años
Ticotin nació en el Bronx, Nueva York, hija de Iris Torres, una educadora puertorriqueña, y Abe Ticotin, un vendedor de autos usados ruso judío. Su hermano, Sahaj, es músico y cantante de la banda de rock Ra. Ticotin creció en el Bronx, con una gran población de puertorriqueños, donde asistió a la educación primaria y secundaria. Sus padres la anotaron en la escuela del Ballet Hispánico, donde tomó clases de ballet.

## Carrera
En 1978 Rachel interpretó a una bailarina en la película King of the Gypsies, en el que fue su debut oficial en el cine. También actuó en una producción off-Broadway de Miguel Piñero titulada The Sun Always Shines for the Cool. Durante este período fue asistente de producción en el filme Dressed to Kill de Brian De Palma. Su primer papel notable llegó en 1981, interpretando a Isabella en Fort Apache, The Bronx, junto a Paul Newman. 
En 1983, consiguió un papel habitual en la serie dramática de televisión Love and Honor de la NBC. Volvería a trabajar en televisión en series como Ohara (1987), Women on the Inside (1991), Crime & Punishment (1993) y Gargoyles (1994).
En el cine ha trabajado en películas como Critical Condition (1986) como Rachel Atwood, Where the Day Takes You (1992) como la oficial Landers, Falling Down (1993) como la Detective Sandra Torres, Total Recall (1990) como Melina junto a Arnold Schwarzenegger y Sharon Stone, First Time Felon (1997) como Mcbride y como la guardia de seguridad Sally Bishop en Con Air (1997) junto a Nicolas Cage, papel por el cual recibió el premio ALMA. En 1995, interpretó el papel de Doña Inez, la madre de Don Juan DeMarco (Johnny Depp) en la comedia romántica del mismo nombre.
Ticotin ha participado en más de 40 películas y series, más recientemente se la pudo ver en Man on Fire (2004) como Mariana y The Sisterhood of the Traveling Pants (2005). Fue elegida para interpretar a Vangie Gonzalez Taylor en la segunda temporada de la serie American Family, junto a Edward James Olmos, Esai Morales, Raquel Welch y Kate del Castillo. También trabajó en la segunda temporada de la popular serie de ABC, Lost,  donde interpreta a la Capitán Teresa Cortez, madre de Ana Lucía Cortez (Michelle Rodríguez).
En septiembre de 2010, Ticotin se unió al reparto de la serie dramática Law & Order: Los Angeles como la teniente Arleen Gonzales, reemplazando a la actriz Wanda De Jesus, quien en un principio iba a interpretar el personaje. Ticotin volvió a filmar las escenas de De Jesús.
Interpreta a la directora Tyson en la película Superinteligencia (2020), protagonizada por Melissa MacCarthy

## Vida privada
En 1983, Ticotin se casó con David Caruso, con quien tuvo una hija, Greta, nacida el 1 de junio de 1984. En 1989 se divorció de Caruso y en 1998 se casó con Peter Strauss.

## Filmografía
| Año  | Título                                  | Rol                     |
| ---- | --------------------------------------- | ----------------------- |
| 1978 | King of the Gypsies                     | Gypsy Dancer            |
| 1981 | Fort Apache, The Bronx                  | Isabella                |
| 1987 | Critical Condition                      | Rachel Atwood           |
| 1990 | Total Recall                            | Melina                  |
| 1991 | One Good Cop                            | Detective Grace         |
| 1991 | F/X2                                    | Kim Brandon             |
| 1992 | Where the Day Takes You                 | Officer Landers         |
| 1993 | Falling Down                            | Detective Sandra Torres |
| 1994 | Criminal Passion                        | Tracy Perry             |
| 1994 | Don Juan DeMarco                        | Doña Inez               |
| 1995 | Steal Big Steal Little                  | Laura Martinez          |
| 1997 | Turbulence                              | Rachel Taper            |
| 1997 | Con Air                                 | Guard Sally Bishop      |
| 1999 | Can't Be Heaven                         | Maggie                  |
| 2000 | Civility                                | Rebecca Russo           |
| 2002 | Desert Saints                           | Dora                    |
| 2003 | Something's Gotta Give                  | Dr. Martinez            |
| 2004 | Man on Fire                             | Mariana Garcia Guerrero |
| 2005 | The Sisterhood of the Traveling Pants   | Madre de Carmen         |
| 2008 | The Eye                                 | Rosa Martinez           |
| 2008 | The Sisterhood of the Traveling Pants 2 | Carmen's Mom            |
| 2008 | The Burning Plain                       | Ana                     |
| 2011 | America                                 | Esther                  |
| 2020 | Superintelligence                       | Director Tyson          |

| Año       | Título                                           | Rol                                  | Notes                                              |
| --------- | ------------------------------------------------ | ------------------------------------ | -------------------------------------------------- |
| 1983      | For Love and Honor                               | Corporal Grace Pavlik                | Película de TV                                     |
| 1983–1984 | For Love and Honor                               | Corporal Grace Pavlik                | 12 episodios                                       |
| 1985      | Love, Mary                                       | Rachel Martin                        | Película de TV                                     |
| 1985      | Our Family Honor                                 | Karen Pellagrino                     | Episodio "Crimes of Passion: Parte 1"              |
| 1986      | Our Family Honor                                 | Karen Pellagrino                     | Episodio: "Crimes of Passion: Parte 2"             |
| 1986      | Rockabye                                         | Victoria Garcia                      | Película de TV                                     |
| 1986      | Stingray                                         | Elena Ballesteros                    | Episodio: "Ancient Eyes"                           |
| 1986      | When the Bough Breaks                            | Raquel Santos                        | Película de TV                                     |
| 1987–1988 | Ohara                                            | Assistant U.S. Attorney Teresa Storm | 14 episodios                                       |
| 1988      | Spies, Lies & Naked Thighs                       | Sonia                                | Película de TV                                     |
| 1991      | Prison Stories: Women on the Inside              | Iris                                 | Película de TV                                     |
| 1992      | Keep the Change                                  | Astrid                               | Película de TV                                     |
| 1992      | From the Files of Joseph Wambaugh: A Jury of One | Christine Avila                      | Película de TV                                     |
| 1993      | Crime & Punishment                               | Detective Annette Rey                | 6 episodios                                        |
| 1994      | Thicker Than Blood: The Larry McLinden Story     | Diane                                | Película de TV                                     |
| 1994      | Deconstructing Sarah                             | Elizabeth Davis                      | Película de TV                                     |
| 1994      | Tales from the Crypt                             | Charbonnet / Lilian                  | Episodio: "Staired in Horror"                      |
| 1994–1996 | Gargoyles                                        | Captain Maria Chavez (voz)           | 12 episodios                                       |
| 1995      | The Wharf Rat                                    | Dexter Ireland                       | Película de TV                                     |
| 1996      | Gargoyles: The Goliath Chronicles                | Captain Maria Chavez (voz)           | 3 episodios                                        |
| 1997      | First Time Felon                                 | McBride                              | Película de TV                                     |
| 1999      | Aftershock: Earthquake in New York               | Elizabeth Perez                      | Película de TV                                     |
| 2001      | The Outer Limits                                 | Theodora 'Teddi' Madden              | Episode: "Mona Lisa"                               |
| 2002      | American Family                                  | Vangie Gonzalez                      | 6 episodios                                        |
| 2003–2004 | Skin                                             | Laura Roam                           | 6 episodios                                        |
| 2005–2006 | Lost                                             | Captain Teresa Cortez                | Episodio: "Collision" Episodio: "Two for the Road" |
| 2007      | John from Cincinnati                             | Woman In Jail Cell                   | Episodio: "His Visit: Day One"                     |
| 2009      | Weeds                                            | Candela                              | Episodio: "All About My Mom"                       |
| 2010–2011 | Law & Order: LA                                  | Lieutenant Arleen Gonzalez           | Rol principal                                      |
| 2012      | Unforgettable                                    | Sharon Vega                          | Episodio: "Allegiances"                            |
| 2012      | NCIS: Los Angeles                                | Monica Tenez                         | Episodio: "Dead Body Politic"                      |
| 2013      | Blue Bloods                                      | Carmen Castillo                      | Episodio: "Warrior"                                |
| 2015      | The Curse of the Fuentes Women                   | Esperanza Fuentes                    | Película de TV                                     |
| 2016      | Secret Summer                                    | Ms. Annie Archer                     | Película de TV                                     |
| 2017      | Homeland                                         | Mercedes                             | Episodio: "The Return"                             |
| 2018      | Grey's Anatomy                                   | Dr. Marie Cerone                     | 3 episodios                                        |
| 2019      | The Act                                          | Gina                                 | 4 episodios                                        |
| 2023      | NCIS                                             | Joy Aaronson                         | Episodio: "Bridges"                                |